# Nicolás Fontaine
Nicolás Fontaine Solar,   Santiago, (20 de febrero de 1974) es un actor y director chileno de cine, teatro y televisión. Académico universitario, se ha especializado en temas de innovación,  emprendimiento y cultura. 

## Biografía
Es MBA de la Universitat de Barcelona y Máster en Innovación de la misma Universidad española. Licenciado en artes de la representación de la Universidad de Las Américas (Chile). Estudió actuación en la escuela de teatro IMAGEN del director Gustavo Meza y es Diplomado en Gestión Cultural de la Universidad Santo Tomás.
En 1996 debutó en el área dramática de Televisión Nacional de Chile y posteriormente trabajó en los canales de televisión MEGA y UC 13 tanto para teleseries, series y telefilmes. Ha trabajado también como actor en cine y teatro donde se destaca su paso por la compañía ICTUS del director Nissim Sharim en los montajes "Sostiene Pereira" y "El Efecto Mariposa". 
El año 2001 funda Buenaugurio, la realizadora de sus trabajos teatrales.
Desde el año 2001 desarrolla una carrera como director teatral independiente con casi una decena de montajes presentados en la cartelera nacional lo que le valió el reconocimiento de la crítica especializada y el público. 
En el año 2002 se traslada a la ciudad de Concepción donde trabaja por dos años en proyectos independientes e inicia su carrera como académico universitario en UDD,DUOC UC e Inacap.  
Se ha caracterizado por ser gestor y emprendedor de gran parte de sus proyectos artísticos y culturales siguiendo una fuerte convicción en la independencia del artista en su proceso creativo. Además fue emprendedor de un proyecto de alcance nacional de venta de discografía en formato vinilo,  logrando instalar el concepto de disquería rodante en Chile.  
Además de la actividad artística, Nicolás Fontaine,  ha desarrollado una sólida actividad como académico universitario en diversas casas de estudios UNAB,  Universidad Autónoma de Chile,  Universidad San Sebastián como experto en temas de innovación y emprendimiento.

## Teleseries
| Teleseries | Teleseries          | Teleseries        | Teleseries  | Teleseries |
| Año        | Teleserie           | Rol               | Canal       |            |
| ---------- | ------------------- | ----------------- | ----------- | ---------- |
| 1996       | Loca piel           | Gabriel Renard    | TVN         |            |
| 1997       | Tic tac             | Matías Mendizabal | TVN         |            |
| 1998       | Iorana              | Alan Carter       | TVN         |            |
| 1999       | Algo está cambiando | Mauricio Braun    | Mega        |            |
| 2000       | Sabor a ti          | Bernabé Solano    | Canal 13    |            |
| 2006       | Charly tango        | Matías Ovalle     | Canal 13    |            |
| 2007       | Fortunato           | Sergio Coronel    | Mega        |            |
| 2009       | Sin anestesia       | Pablo Goycoechea  | Chilevision |            |
| 2011       | Decibel 110         | Rafael Cintolesi  | Mega        |            |
| 2012       | Soltera otra vez    | Mario Órdenes     | Canal 13    |            |

### Series
- Las historias de Sussi  (TVN, 1997)
- El día menos pensado (TVN, 2005) como René.
- Los Simuladores (Canal 13, 2005) como Dentista.
- La otra cara del espejo (MEGA, 2006)
- Secreto a voces (UCV, 2010)

## Comerciales de televisión
- Redcompra (2012) - Protagonista del comercial.

## Teatro
En el año 1997 participa en Sostiene Pereira y en 1999 en El Efecto Mariposa, ambas del Teatro ICTUS dirigido por Nissim Sharim. Participa en las muestras de dramaturgia Europea el año 2006 y 2007 con las obras Dos hermanos y El mundo dirigidas por Alejandro Castillo; el 2008 en Lo justo dirigida por María José Galleguillos, y el 2010 dirige y actúa en Acreedores de Strindberg.